# Печерское
Печерское — село в Сызранском районе Самарской области, административный центр сельского поселения Печерское. 

## География
Находится на правом берегу Волги на расстоянии примерно 30 километров по прямой на восток от северо-восточной границы районного центра города Сызрань.

## История
Возникло в конце XVIII века после строительства Сызрани и Кашпира. При возникновении именовалось Печерская Слобода, Печеры, а позднее по церковному приходу – Никольское.
1861 год – в селе Печерское основана школа. Открывал ее директор народных училищ Симбирской губернии Илья Николаевич Ульянов. Изначально это была школа первой ступени с четырехлетним курсом обучения. Здание было деревянным, до настоящего времени не сохранилось. В 1913 году была построена школа второй ступени образования, где ученики могли закончить семь классов. Так до 1975 года Печерская школа размещалась в двух зданиях. В 1975 году построена новая двухэтажная школа.
1864 год – в селе Печерское построен храм во имя святителя Николая Чудотворца. На территории церкви располагалась каменная башня, построенная прихожанами в память царя освободителя Александра II. В  1939 году церковь была закрыта, а ее здание было использовано в дальнейшем под школу, склад зерна, сельский клуб, сгоревший в 1997 году. Новый храм был построен в 2006 году на деньги семьи прокурора г. Самары Казберова В.Ф., за что он получил в награду от Патриарха Алексия орден Святого Даниила Московского 3-й степени.

## Население
Постоянное население составляло 958 человек (90% русские) в 2002 году, 786 в 2010 году.

## Известные уроженцы
- Быков, Николай Иванович — герой Советского Союза (1945).
- Лытанов, Пётр Степанович — герой Советского Союза (1945).